# Dicranoptycha azrael
Dicranoptycha azrael is een tweevleugelige uit de familie steltmuggen (Limoniidae). De soort komt voor in het Afrotropisch gebied.